# Blades of Steel
Blades of Steel, lanzado en Japón como Konami Ice Hockey (コナミック アイスホッケー Konamikku Aisuhokkē?), es un videojuego de hockey sobre hielo lanzado por Konami como arcade en 1987. En 1988 salió una conversión para Nintendo Entertainment System y, posteriormente, para otros sistemas.